# Бенту Гонсалвіш да Сілва
Бенту Гонсалвіш да Сілва (порт. Bento Gonçalves da Silva; 23 вересня 1788, Тріунфо , Ріу-Гранді-ду-Сул — 18 липня 1847, Педрас-Бранкас, Ріу-Гранді-ду-Сул) — бразильський генерал, один з керівників  повстання Фаррапус — республіканського руху на півдні Бразилії, який боровся за незалежність провінції Ріу-Гранді-ду-Сул. Перший президент Республіки Ріу-Гранді (1836—1843).

## Життєпис
Був власником скотарської фазенди в Ріу-Гранді-ду-Сул і належав до ліберально налаштованої частини поміщиків, які були незадоволені політикою імперського уряду і прагнули створити  автономію. Активно брав участь в підготовці повстання та незадовго до його початку був призначений командувачем збройними силами повстанців.
4 жовтня 1836, після поразки повстанців у бою на острові Фанфа, потрапив в полон урядових військ. У листопаді того ж року, після самопроголошення незалежної Республіки Ріу-Гранді, повстанці заочно обрали його президентом.
У вересні 1837 вдалося втекти з полону, після чого він приєднався до повсталих і знову включився в боротьбу. У серпні 1843 у зв'язку з військовими поразками повстанців і розбіжностями серед керівників руху він відмовився від поста президента.
Помер в 18 липня 1847 від плевриту, через два роки після укладення договору в Пончо-Верде, який поклав край повстанню Фаррапус.

## Пам'ять
На честь Гонсалвіша названий муніципалітет Бенту-Гонсалвіс в Ріу-Гранді-ду-Сул.